# Exetastes engelhardti
Exetastes engelhardti là một loài tò vò trong họ Ichneumonidae.